# Roswitha Weis
Roswitha Weis (* 1. Juni 1970) ist eine ehemalige deutsche Fußballspielerin.

## Karriere
Weis spielte in den 1980er-Jahren zunächst für den FC Trienz, einem in der Gemeinde Fahrenbach ansässigen Verein Fußball. Innerhalb des Neckar-Odenwald-Kreises gelangte sie später in die Gemeinde Seckach, wo sie für den SC Klinge Seckach in der Verbandsliga Baden als Abwehrspielerin agierte. Zum Saisonstart 1990/91 gehörte ihr Verein – als Badischer Meister 1990 – automatisch zu den Gründungsmitgliedern der zunächst zweigleisigen Frauen-Bundesliga. Von 1990 bis 1997 war ihr Verein in dieser Spielklasse vertreten. Am Ende der Premierensaison der eingleisigen Bundesliga stieg ihr Verein in die Oberliga Baden-Württemberg, darauf folgend in die Verbandsliga Baden ab.
Weis kam zum Saisonauftakt der Premierensaison der Frauen-Bundesliga am 2. September 1990 beim 2:2-Unentschieden im Auswärtsspiel gegen den VfL Sindelfingen als Abwehrspielerin, in den Folgesaisons, als Mittelfeldspielerin zum Einsatz.
Während ihrer Vereinszugehörigkeit, in der sie in der Gruppe Süd der seinerzeit zweigleisigen Bundesliga Punktspiele bestritt, kam sie auch im Finale um den Vereinspokal zum Einsatz. Die am 25. Mai 1996 im Olympiastadion Berlin gegen den FSV Frankfurt vor 40.000 Zuschauern – als Vorspiel zum Männerfinale – ausgetragene Begegnung wurde mit 1:2 verloren; der Siegtreffer wurde acht Minuten vor Ende der regulären Spielzeit durch die 18-jährige Frankfurterin Birgit Prinz erzielt. 

## Erfolge
- DFB-Pokal-Finalist 1996
- Badischer Meister und Pokalsieger